# 君のままで (映画)
『君のままで』は、DEENのライブツアーの開演前に上映された坂井真紀主演のショートムービー。

## 概要
DEENのメロディーにのせたショートムービーの製作が決定し、DEENの全国ツアー『DEEN LIVE JOY-Break 8 ～Lookin' for Utopia～』の開演前に公開された他、映画だけの上映もされた。映画にはDEENのメンバー3人も役者として出演している。長野県上田市でロケが行われた。完成披露試写会と舞台挨拶はTOKYO FM HALLで行われた。撮影で使われた別所線の利用促進シンポジウムでもこの映画が上映された。
後にDVDもリリースされた。

## 上映
- TOKYO FM HALL（試写会）
- 『DEEN LIVE JOY-Break 8 ～Lookin' for Utopia～』全国ツアー会場（一部会場を除く）
- 東別院ホール（映画のみ、名古屋）
- 上田創造館（長野）- 第2回交通別所線利用促進シンポジウムで。
- 広島南区民文化センター（映画のみ、広島）

## キャスト
- 工藤加奈美 - 坂井真紀
- リュウタ - 石川伸一郎
- 政樹 - 池森秀一
- 仁志 - 田川伸治
- 本屋店主 - 山根公路
- 朋絵 - 粟田麗
- 太一 - 佐藤二朗
- 桂子 - 大家由祐子
- 都子 - 根岸季衣
- 藤井 - 佐野史郎

## スタッフ
- 製作：丸茂日穂
- 企画：後藤圭介
- 企画協力：神林一夫
- プロデューサー：鈴木裕光／宮田三清
- 脚本：渡邉睦月
- 監督：鈴木浩介
- 撮影監督：唐沢悟
- 録音：清水良樹
- 照明：木村匡博
- 美術：畠山和久
- 水彩画協力：竹内真由美
- 製作・配給：株式会社ギャガ
- 製作協力：株式会社アトムエックス

## 主題歌
- DEEN 『星の雫』 （BMGファンハウス）